# Michael Moore in TrumpLand
Pour plus de détails, voir Fiche technique et Distribution.
Michael Moore in TrumpLand est un film réalisé en 2016 par le cinéaste américain Michael Moore, par lequel ce dernier raconte les déboires qu'il a rencontrés pour avoir tenté de jouer en Ohio un one-man-show consacré à la campagne de l'élection présidentielle américaine de 2016.
Contrairement à ce que le titre peut laisser entendre, ce film n'est pas une attaque frontale contre Donald Trump mais un plaidoyer en faveur d'Hillary Clinton. Il ne vise pas à démolir Donald Trump mais à humaniser Hillary Clinton et à faire basculer les électeurs indécis et les abstentionnistes, dont les partisans du candidat démocrate Bernie Sanders — qui avait d'ailleurs la préférence de Moore lors des primaires,. « La moitié du pays ne va pas voter », rappelle-t-il. Pour lui, ce film « est fait pour aller les chercher ».
Le titre vient du fait que le film est tourné dans un comté majoritairement républicain. Ironiquement, ce comté  de l'État de l'Ohio, le comté de Clinton, porte le même nom que la candidate du Parti démocrate mais ce TrumpLand « n'est pas le pays de Clinton » puisqu'il ne compte que 500 inscrits démocrates sur un total de 25 000.

## Sortie
Michael Moore a réalisé dans l'urgence, en douze jours, ce film dont le montage a été achevé le 18 octobre 2016, selon ses explications aux journalistes, la veille du troisième débat et trois semaines exactement avant l'élection.
Le film sort le jour même, le 18 octobre, soit un jour avant la chanson Campaign Speech dans laquelle le rappeur Eminem s'en prend violemment à Donald Trump, et cinq jours après la vidéo satirique Grab'm by the Pussy (« Prends-les par la chatte ») dans laquelle le chanteur will.i.am dénonce l'attitude méprisante et les commentaires sexistes de Trump à l'égard des femmes mais, comme le souligne le New York Times, le film était en plein tournage au moment où l'enregistrement de 2005 révélant la façon dont Trump parle des femmes a été diffusé dans la presse et il ne fait donc pas mention de cette controverse.
Le film est montré pour la première fois le 18 octobre 2016 au cinéma IFC Center à Greenwich Village (New York), en présence du réalisateur,,.
Il est ensuite projeté pendant une semaine dans deux salles, à New York et Los Angeles, avant d'être disponible sur iTunes et visible par la suite dans une trentaine d'autres villes américaines.

## Contenu
Moore affirme avoir été empêché de jouer son one-man-show par la direction du Midland Theatre de Newark parce que son spectacle était trop polémique.
Interrogée le 19 octobre, la directrice du théâtre Nancy Anderson assure que la position de la direction ne reposait pas tant sur le caractère potentiellement polémique du spectacle que sur la brièveté des délais alors qu'en septembre, dans une déclaration transmise au quotidien local The Columbus Dispatch, elle indiquait que la direction avait des « questions » sur « la polémique potentielle et la possibilité de troubles à l'intérieur ou à l'extérieur ».
Michael Moore a finalement pu jouer son spectacle à Wilmington, siège du comté de Clinton : la représentation a été filmée pendant deux soirées et sert de base au film,.
Dans la salle, des spectateurs d'origine mexicaine ont été regroupés au balcon derrière un paravent en forme de mur, tandis que d'autres, d'origine musulmane, sont surveillés pendant tout le spectacle par un drone, allusions aux positions de Trump, qui s'est montré très hostile aux Mexicains et aux musulmans durant la campagne.
Selon le journal français Le Monde, « Moore cherche à convaincre, pas à provoquer » : il invite son auditoire à chercher ensemble « le bon chez Hillary » et « tente tous les arguments pour convaincre qu'Hillary ne serait pas un si mauvais choix ».
Selon le journal Le Point, « Ce n'est pas tant Donald Trump qui l'a poussé à agir, dit-il, que la crainte de voir Hillary Clinton, candidate sans élan populaire, manquer de soutien dans les urnes le jour du scrutin ».

## Accueil critique
Le Monde estime que, « alors que le titre laissait présager un règlement de comptes sans pitié contre le candidat républicain Donald Trump, Moore n'a pas cédé à cette facilité » mais fait au contraire le pari de « faire appel à l'intelligence de l'adversaire en lui donnant des raisons objectives de voter pour Hillary Clinton ». Pour Le Monde, « le film fait figure de parenthèse rafraîchissante au milieu d’une campagne ordurière et dévastatrice pour la démocratie américaine ».
Pour Le Point, Michael Moore a préféré « faire quelque chose de subversif, quelque chose d'inattendu » et le résultat est résolument optimiste.
Pour le New York Times, le film de Michael Moore est honnête mais pas très divertissant - bien que par moments assez amusant, au point d'apparaître comme assez tiède comparé à ses autres œuvres (Bowling for Columbine, Roger et moi).